# Княжество Рюген
Княжество Рюген (нем. Fürstentum Rügen), или княжество Ругия (нем. Rugia) — средневековый феод, занимавший территорию острова Рюген, небольших островов и прилегающей материковой части под управлением князей из династии Виславидов (нем. Wizlawiden) с 1168 по 1325 годы. Правители княжества находились в вассальной зависимости от королей Дании.

## История

### Руяне (VI—XII века)
В VI веке на территории острова Ругия (ныне Рюген) поселилось славянское племя руяне. Подробные документальные свидетельства об этом племени встречаются в письменных источниках, начиная с X века. Гельмольд из Босау сообщает, что племенем руян управлял князь, чья власть ограничивалась авторитетом жрецов. Главное божество, которому они поклонялись, называлось Свентовит.
Первым известным в истории князем руян был Вислав (упоминается в 955 году), по имени которого династия получила название Виславидов. За ним князьями руян были Круто (упоминается в 1066 году), Гринь (упоминается в 1100 году) и Ратислав (упоминается в 1038 году).
В 1123—1124 годах руяне вступили в конфликт с ободритами, причиной которого был их отказ выплатить полностью штраф за убийство сына князя Генриха Ободритского. В 1136 году король Дании Эрик II (король Дании) захватил Аркону, главный город руян. Он вернул эти земли хозяевам, но при условии, что те примут христианство, однако данное ему обещание сдержано не было. В 1159—1166 годы на земли руян поочередно нападали датчане и саксонцы.

### Принятие христианства (1168)

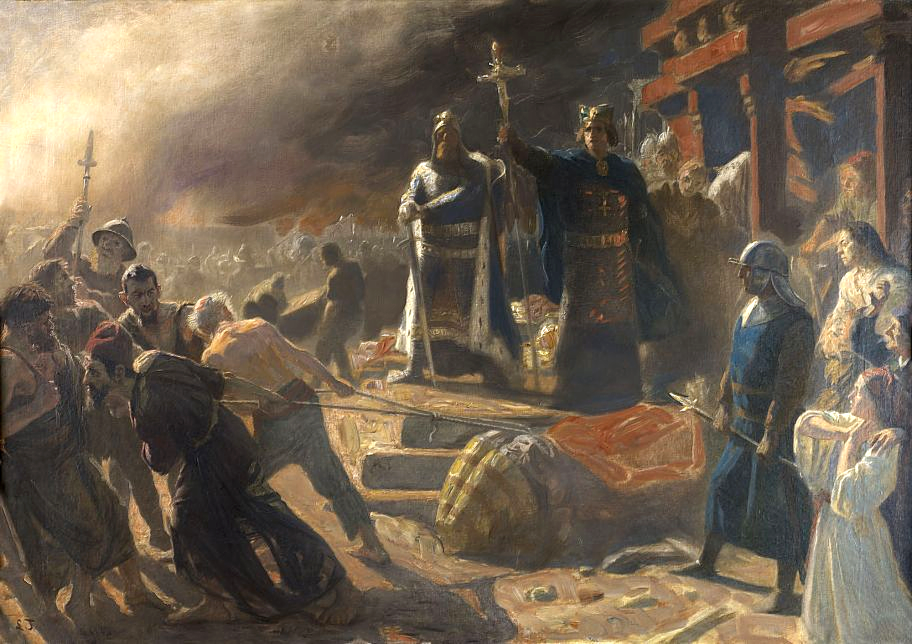
Крещение ругиев

В 1168 году Вальдемар I, король Дании, по благословению Абсалона, архиепископа Роскильде, снова захватил Аркону, главный город руян, и уничтожил их главное капище. Князья руян признали вассальную зависимость от правителей Дании. Кроме того, они со всем народом приняли христианство, и согласились с условиями договора, по которому земли, на которых был построен храм, отходили церкви, также в случае войны князья обязались быть союзниками правителей Дании, ежегодно платить им дань и присылать заложников.

### Княжество Рюген (XII век)

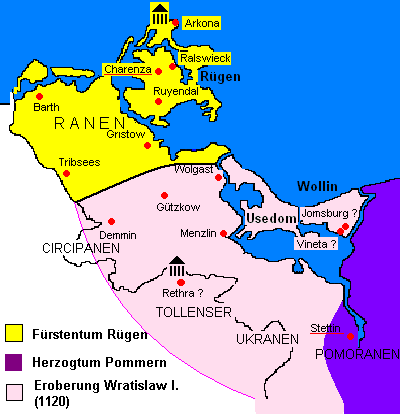
Княжество Рюген в 1150 (обозначено жёлтым цветом)

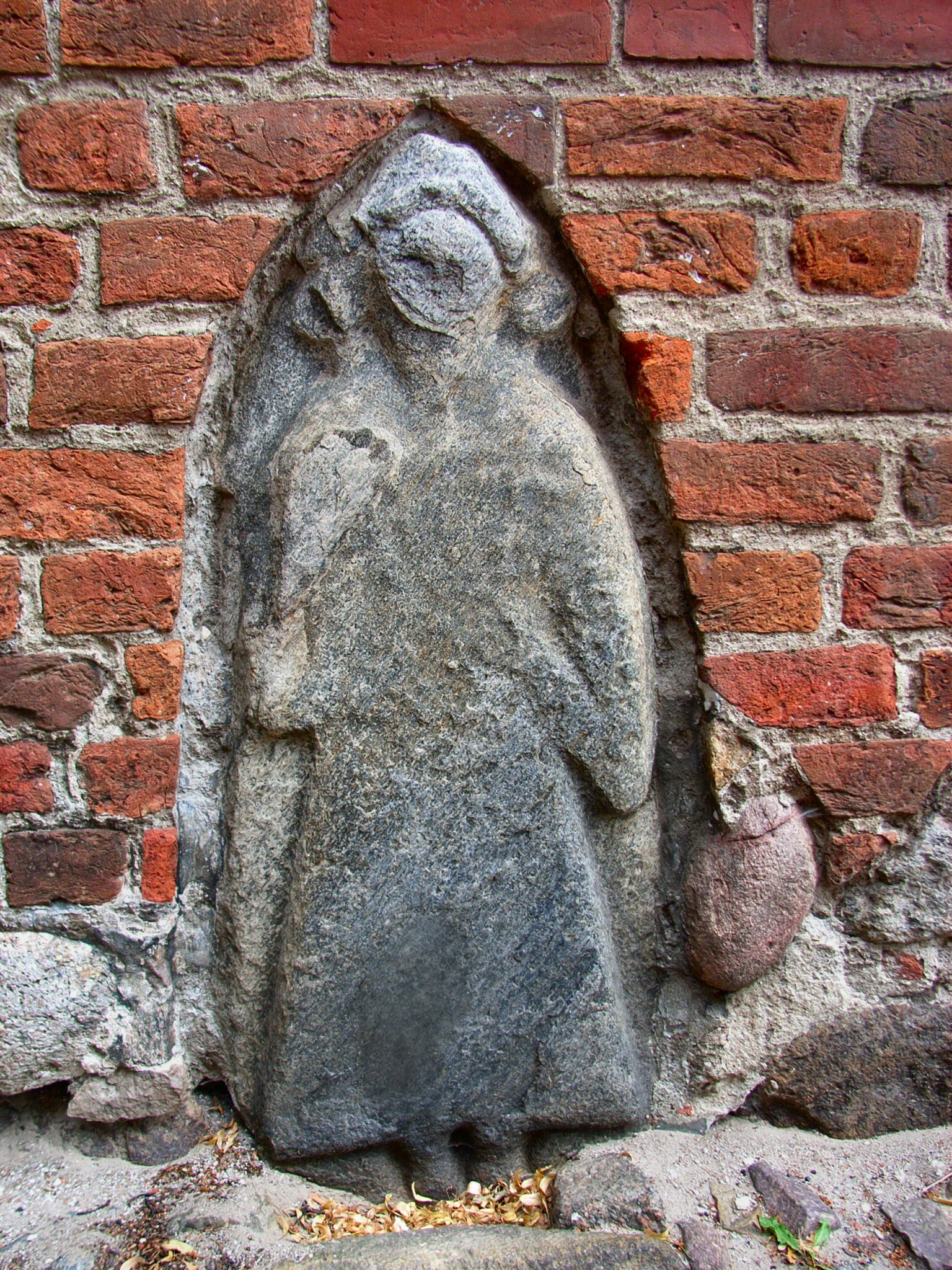
Каменное изображение монаха, держащего распятие, на западном фасаде Церковь Святой Марии (Берген-ауф-Рюген) в Бергене на острове Рюген, построенной Яромаром I. Высказывались предположения, что это могла быть гробница самого Яромара

Как сообщает Саксон Грамматик, первым князем руян, именовавшимся князем Рюгена, был Теслав (ум. 1170). Ему наследовал его брат Яромар I († 1218), женатый на принцессе Хильдегарде Датской. В правление этого князя на материковой части княжества появляются поселенцы-германцы, со временем ассимилировавшие местных славян.
В 1177 году руяне, вместе с датчанами, участвовали в нападении на города Узедом и Волин и графство Гюцков, а в следующем году — на города Вустерхузен и Вольгаст. После того, как в 1181 году герцогство Померания стало имперским княжеством, его правители решили подчинить Священной Римской империи и княжество Рюген. Но в 1184 году флот герцогства был уничтожен в бухте Грайфсвальд флотом руян, после чего датчане снова напали на Узедом и Вольгаст. Таким образом, под властью правителей Дании оказалось все южное побережье Балтийского моря вплоть до 1227 года, когда после поражения в битве под Борнхёведе датчане лишились всех вассальных территорий, за исключением княжества Рюген. В 1185 году руяне участвовали с датчанами в нападении на земли в устье реки Пене и город Каммин.
После усиления Дании в регионе князья Рюгена перенесли столицу из Кореницы в Ругард (ныне в черте города Берген). Церковная юрисдикция над землями княжества была разделена между епархиями Роскильде (островная часть), Шверин и Влоцлавек (материковая часть). На территории княжества были основаны аббатства Берген (в 1193) и Эльдена (в 1199).

### Княжество Рюген (XIII век)
После смерти Яромара I в 1218 году на престол князей Рюгена взошёл Барнута, его сын от первого брака. Но в 1221 году он отказался от княжения, и новым князем стал его брат Вислав I, женатый на принцессе Маргарите Шведской. Его преемником стал сын Яромар II, женатый на принцессе Эуфимии Померанской, от которой имел сына и будущего князя Вислава II и дочь принцессу Маргариту Рюгенскую.
В это же время окончательно оформились побочные ветви Рюгенского Дома — фон Гристов (потомство князя Барнуты) и фон Путбус (потомство князя Стоислава).
Князья Рюгена, оставшиеся единственными вассалами правителей Дании в регионе после 1227 года, продолжали принимать участие в совместных военных походах, например, в 1219 году в завоевании Эстонии. Им также пришлось выступить против Кристофера I, короля Дании, на стороне архиепископов Лунда и Роскильде в гражданской войне 1259—1260 годов, и захватить крепость Лиллеборг на острове Борнхольм.
В 1235 году княжество Рюген заняло половину земель Вольгаста, но в 1250 году было вынуждено вернуть эти земли герцогству Померания. В 1240 году между княжеством и герцогством была окончательно установлена граница по реке Рик. После неудачной попытки в 1273 году наследовать Шлаве-Штольпе в 1275 году князья Рюгена смогли присоединить к своим владениям Лойц. В 1283 году княжество заключило союз с рядом вольных городов северной Германии.
В XIII веке на территории княжества развернулось активное градостроительство, обеспечивавшееся усилившимся притоком поселенцев германцев. Первым городом княжества, получившим автономию, стал в 1234 году город Штральзунд, превратившийся в важный торговый центр. Затем появились города Барт (в 1255), Дамгартен (в 1258), Рюгенвальде (в 1270) и Гриммен (в 1285). Построенный в 1241 году на границе княжества город Грайфсвальд вскоре попал под управление герцогов Померании.
Вместе со строительством городов на территории княжества продолжалось возведение церквей и монастырей, например, были основаны аббатства Нойэнкамп (в 1231) и Хиддензее (в 1296). Основанное герцогами Померании на границе аббатство Даргун пользовалось особым покровительством князей Рюгена.

### Княжество Рюген (XIV век)
После смерти в 1302 году Вислава II, во время его визита в Норвегию, на престол княжества взошли его сыновья князья Вислав III и Самбор. Однако Самбор вскоре умер, и с 1304 года его брат стал единовластным правителем княжества.
Так как его первый брак был бездетным, правитель Дании потребовал от своего вассала договора наследования, с требованием к побочным ветвям княжеского дома, фон Путбус и фон Гристов, отказаться от наследования в пользу преемника, которого установит Дания. В 1316 году датчане осадили город Штральзунд, но потерпели сокрушительное поражение. В 1317 году был заключен мирный договор между королём Дании и городом Штральзунд, а князь Вислав III получил от города многочисленные привилегии, поправившие материальное положение династии.
В 1319 году княжество Рюген денонсировало договор о наследовании, заключенный ранее с королевством Дания. Князь Вислав III объявил своим преемником племянника из Дома Гриффинов, герцогов Померании. После смерти князя в 1325 году пресеклась прямая линия князей Рюгена из Дома Виславидов. С 1326 по 1355 год, после двух Рюгенских войн, территория княжества вошла в состав герцогства Померания.

### Последующая история региона
Дания несколько раз пыталась снова завладеть княжеством Рюген, однако все эти попытки имели лишь временный успех. В 1625 году правители Дании предложили 150 000 имперских талеров за княжество Рюген, но герцоги Померании отклонили их предложение. Во время Шведско-Бранденбургской войны (1675—1679) Кристиан V, король Дании, дважды занимал территорию княжества, но оба раза ему пришлось отступить. В последний раз княжество находилось под правлением Дании с 1715 до 1721 года.
Территория княжества сохраняла некий особый статус в границах герцогства, а позже провинции Померании. Иногда земли бывшего княжества называли Нойпоммерн (Новой Померанией). Сегодня большая часть этих земель входит в состав районов Передняя Померания-Рюген и Передняя Померания-Грайфсвальд, в федеральной земле Мекленбург-Передняя Померания в Германии.